# Veliki Bukovec
Veliki Bukovec  è un comune della Croazia di 1 578 abitanti della regione di Varaždin.